# Diocesi di Hrbath Glal
La diocesi di Hrbath Glal è una antica sede della Chiesa d'Oriente, suffraganea dell'arcidiocesi di Karka d'Beth Slokh, attestata dal IV all'XI secolo.

## Storia
Incerta è la localizzazione di Hrbath Glal, che si trovava nell'alta valle del Piccolo Zab, nella regione di Qala'a Dizza, nel Beth Garmai. Secondo la tradizione, la località fu evangelizzata da san Mari, che lasciò la guida della comunità a sant'Addai. In alcuni atti dei martiri della Chiesa assira databili al VII secolo si fa menzione di Awda, che subì il martirio nel 319, e che sarebbe stato il 7º vescovo di Hrbath Glal.
Il primo vescovo storicamente documentato è Giuseppe, che prese parte ai sinodi della Chiesa d'Oriente del 410 e del 424, all'epoca dei patriarchi Isacco e Dadisho I. Durante il concilio del 410, furono stabilite le province ecclesiastiche della Chiesa persiana: Hrbath Glal divenne in quest'occasione suffraganea dell'arcidiocesi di Karka d'Beth Slokh (l'odierna Kirkuk), stabilita come sede metropolitana del Beth Garmai.
Gli altri vescovi noti di Hrbath Glal, fino agli inizi del VII secolo, presero parte ai concili nazionali della Chiesa d'Oriente, i cui canoni sono raccolti nel Synodicon orientale. Nel 605 è documentata l'esistenza a Hrbath Glal di una scuola episcopale.
In seguito, fino al X secolo, non si hanno più notizie di vescovi di questa regione. Secondo Jean-Maurice Fiey è probabile che la scomparsa della sede della Chiesa d'Oriente sia da collegarsi alla contestuale nascita e sviluppo di una comunità e di una diocesi della Chiesa ortodossa siriaca.
Gli ultimi due vescovi conosciuti di Hrbath Glal sono un anonimo, attestato tra il 1063 e il 1072, di cui parla lo storico Mari ibn Sulayman; e Davide, che divenne metropolita di Karka d'Beth Slokh tra il 1074 e il 1090.

## Cronotassi dei vescovi
- Awda † (menzionato nel 319)
- Giuseppe † (prima del 410 - dopo il 424)
- Bozid † (menzionato nel 486)
- Hudidad † (menzionato nel 497)
- Bokhtishoʿ † (menzionato nel 544)
- Gabriele I † (menzionato nel 554)
- Hnana † (menzionato nel 576)
- Gabriele II † (prima del 585 - dopo il 605)
- Anonimo † (menzionato nel 1063/1072)
- Davide † (1074 - 1074/1090 eletto metropolita di Karka d'Beth Slokh)